# Vattendrag i Sverige som utmynnar i Bottenhavet och Ålands hav
Vattendrag i Sverige som utmynnar i Bottenhavet och Ålands hav
Havsmynnande vattendrag står längst till vänster, biflöden längre till höger.
De större älvarnas bi- och källflöden står att finna under respektive älvnamn.
(*)=källflöde
| Vattendrag med biflöden                             | Karta |
| --------------------------------------------------- | ----- |
| Norrmjöleån - Fällbäcken                            |       |
| Åhedån - Slössbäcken - Västerbäcken* - Österbäcken* |       |
| Sörmjöleån - Hömyrbäcken - Rödtjärnbäcken*          |       |

- Hörnån
  - Tväråbäcken
  - Armsjöbäcken
  - Bastuträskbäcken
  - Tjärnbäcken*
  - Kvillträskbäcken
    - Kvastmyrbäcken
- Ängerån
  - Bjännbäcken
  - Brudbäcken
- Lillån
- Öreälven
  - Balån
    - Angsjöbäcken
    - Balbäcken*

  - Vargån
    - Tällvattenbäcken

  - Vajbäcken
  - Bredträskbäcken
  - Vänjaurbäcken
    - Sörbäcken

  - Granån
    - Norrån

  - Bäverbäcken
  - Alsbäcken*
  - Norrbäcken*
- Leduån
- Lögdeälven
  - Mjösjöån
    - Strömbäcken*

  - Karlsbäcken
  - Alskabäcken
  - Vaksjöån
- Aspan
- Saluån
- Husån
  - Hattsjöån
    - Långvattenån*

  - Kantsjöbäcken
  - Skivsjöbäcken*
- Gideälven
  - Björnaån
  - Hemlingsån
    - Borgarån*
      - Storselsån*
      - Lillån*

  - Angstabäcken
  - Kärrsjöbäcken
  - Flärkån
    - Lockstaån
    - Remmarån
      - Häggsjöbäcken*
        - Holmsjöbäcken

    - Stavsjöbäcken
    - Oxvattenbäcken
    - Tegelträskbäcken*

  - Viskaån
  - Lavsjöån
  - Orgån
  - Näverån
- Banafjälsån
- Idbyån
  - Landsjöån*
    - Täftån
      - Bursjöån*

    - Kakubölesån
- Strömsån
  - Lomsjöån*
- Moälven
  - Kallån
  - Galasjöån
  - Forsån
    - Hästbäcken*

  - Utterån
    - Hädanbergsån
    - Knäsjöbäcken

  - Norrböleån
  - Norra Anundsjöån*
    - Agnsjöån
      - Brattsjöån*
      - Remmarbäcken*

    - Pengsjöån
      - Sunnerstaån*
      - Degersjöån*
        - Långsjöån

    - Solbergsån*
    - Åbosjöån*

  - Södra Anundsjöån*
    - Bölesån
    - Bergsjöån*
      - Krokån
      - Vetasjöån
      - Holmsjöån*
- Nätraån
  - Grätnäsån
    - Hinnsjöån
      - Degersjöån*

  - Sörån
    - Kylsnäsån*

  - Uvån
  - Önskanån
  - Bärmsjöån
  - Hermansjöån*
    - Grundvattån

  - Jussjöån*
    - Rocksjöån
- Näskeån
  - Bräckeån*
    - Svartån*

  - Skuleån*
- Dockstaån
  - Backeån*
  - Markumån*
- Inviksån
  - Sikforsån*
- Saltån
- Ångermanälven
- Judeån
  - Rislandsån*
  - Svartsjöån*
- Skälandsån
- Vegsjöån
- Gådeån
  - Ultråån*
  - Öjeån*
    - Rotsjöån*
- Byån
- Norrån
- Sörån
- Indalsälven
  - Långan
    - Åkerån
    - Gysån

  - Mörtån
  - Sittån
  - Ammerån
    - Eldsjöbäcken
- Selångersån
  - Sulån
  - Slåttlandsån*
- Ljungan
- Dyrån
- Haddängsån
- Gnarpsån
  - Grännån
  - Annån
- Harmångersån
  - Vattrångsån
    - Vattlångsån*

  - Gimmaån
  - Kölån*
    - Fångån
    - Svartån

  - Framängesån*
    - Häbbersån*
      - Flottån

    - Ulvsjöån*
- Sunnån
  - Sunnanån*
  - Viaån*
    - Ganseån*
- Halstaån
- Hornån
- Delångersån
  - Vedaån
    - Roserån
    - Sorgboån*

  - Klubboån*
    - Storån*
      - Härån*

    - Gråängsån*
      - Svedjaån*
        - Vallaån

  - Lumpån*
    - Holännaån
    - Skräkleån*

  - Svågan*
    - Dalaån
    - Svartån
    - Ulvasån
    - Getaån*
    - Hångelån*
    - Siksjöån*
      - Naggån*
      - Lomsjöån*
        - Oxsjöån*
        - Örsån*
- Nianån
  - Bäckmorån
  - Fuskåsån
  - Hästån
  - Tosarån*
- Enångersån
  - Ängaån
- Långvindsån
  - Bölaån*
  - Myrabäcken*
- Höljån
- Slåttån
- Trönöån
  - Norrån
  - Rolån
  - Stuttjärnsån
    - Skyttån*
- Söderhamnsån
- Ljusnan
  - Florån
    - Klittån

  - Kilån
    - Flugån*
      - Gällsån

  - Hertsån
  - Voxnan
    - Hässjaån
      - Lindån*

    - Anneforsån
      - Blecksjöån*
      - Öjungsån*
        - Svartån

    - Flaxnan
      - Häsboån*
      - Tälningsån*

    - Fullströmmen
      - Räkaån*

    - Älmån
    - Sälmån
    - Gryckån
      - Öjungsån
      - Mysingsån*

    - Loån
      - Nätsjöbäcken
      - Dåasån*
        - Mångån*
          - Lördagsån*
          - Karsjöbäcken*

      - Österhocklan
        - Storryggsån
        - Sillerån*
        - Stensjöbäcken*

    - Håvaån
      - Kroksjöån*
        - Nederån*
        - Västersjöån*
          - Tåkerån*

    - Västerhocklan
    - Svartån
    - Jättån
      - Hussjöån
        - Hundsjöån*
        - Djupsjöån*

    - Björnån
      - Amsån*
      - Fågelsjöån*
        - Gryssjöån*
        - Tansjöån*
          - Kölsjöån*
            - Bössmyrån*

    - Acksjöån

  - Rösteån
    - Andån
      - Sinderån

    - Långboån*
      - Rossån*
        - Stugsjöån*

      - Vinnforsån*
        - Harsabäcken

  - Partån
  - Rorån
  - Ängaån
    - Dalån*
      - Nyvallsån*

  - Simeån
  - Lindsån
  - Milån
    - Åsbobäcken

  - Hyboån
  - Enan
    - Oppliån
    - Trotån
    - Gådaån
    - Örasjöån
    - Svartån
    - Vallån
    - Tväringsån
    - Gräningsån
      - Våsån

    - Ensjöbäcken

  - Svartån
    - Sånghusån
      - Brinnasån
      - Djuptjärnsån*

    - Mångån*
    - Gårdsjöån*
      - Vandelån*
        - Snosbäcken*
        - Gebbarån

  - Enån
    - Örasjöån
    - Tevansjöån*
      - Bergasån*

  - Ängerån
    - Burån
    - Järvån
      - Öjingsån*

  - Kårån
    - Skålån*

  - Hoan
    - Ölån
    - Jämnån
      - Örabäcken

    - Långsån
      - Sjöån*

    - Tvär-Hoan
    - Rönnbergsån

  - Hållälven
    - Tvärälven

  - Knättälven
  - Ol-Olsån
    - Gröningsån*
      - Strån*

    - Hundsjöån*

  - Veman
    - Sör-Veman*
    - Norr-Veman*
      - Kölån

  - Tandån
  - Härjån
    - Låddan
    - Olingen
      - Brynnen*

    - Blädjan
      - Lillvasslan
      - Storvasslan
      - Stuvvasslan
      - Kettilsjöån

    - Sexan
      - Gönan
      - Olingen
      - Kölån

    - Ällan
      - Kvarnbrynnen
      - Svartbrynnen

    - Tvärån
    - Storblekan
    - Mölingan
      - Brynnen
      - Stor-Mölingan*
      - Lill-Mölingan*

    - Löran
    - Lillblekan
    - Åsvasslan
    - Lill-Härjån*
      - Faxbrynnen

    - Stor-Härjån*
      - Lill-Uckan

  - Lofsen
    - Skörmingan
    - Glötan
    - Hägglingan*
    - Sömlingen*
    - Strån*
      - Nörder-Strån*
      - Synder-Strån*

  - Linan
    - Lillinan

  - Ronden
    - Valmen
      - Ryan

    - Rosseln
    - Vasseln
    - Lill-Ronden

  - Kvarnån
    - Mammeån

  - Lunen
    - Brynnet

  - Särvan
  - Mittån
    - Anån
    - Gunnarsån
    - Daddån

  - Tännån
    - Vattnaån
    - Svanån

  - Funnan
    - Lillån*

  - Svalån
  - Ösjöbäcken
  - Sveån
  - Tvärån
  - Grönån
    - Klasbäcken
- Skärjån
- Hamrångeån
- Testeboån
- Gavleån
- Dalälven
  - Lillälven
    - Faluån
    - Svärdsjövattendraget
    - Knivån

  - Österdalälven*
    - Ore älv
    - Mångån

  - Västerdalälven*
    - Vanån
    - Görälven*
    - Fuluälven*
- Tämnarån
  - Harboån
  - Åbyån
  - Enstabäcken
- Strömarån
- Forsmarksån
  - Valöån
  - Årböleån*
    - Risforsån*
- Olandsån
  - Norra Olandsån*
    - Kilbyån

  - Södra Olandsån*
- Hallstaån
  - Kolarmoraån*
- Broströmmen
- Norrtäljeån
  - Husbyån*
  - Malstaån*